# Mount Mohl
Mount Mohl ist ein 3710 m hoher Berg im westantarktischen Ellsworthland. Er ragt im Craddock-Massiv der Sentinel Range des Ellsworthgebirges aus einem Bergkamm zwischen den Kopfenden des Dater-Gletschers und des Thomas-Gletschers auf.
Der United States Geological Survey kartierte ihn anhand eigener Vermessungen und mithilfe von Luftaufnahmen der United States Navy zwischen 1957 und 1959. Das Advisory Committee on Antarctic Names benannte ihn 1961 nach Commander Edgar Vincent Mohl (1915–1980) von der US-Navy, Ingenieur und Hydrograph bei den ersten beiden Operations Deep Freeze (1955–1956 und 1956–1957).